# Puerto Plata (músico)
José Manuel Cobles, conocido como Puerto Plata (San Felipe de Puerto Plata, 4 de agosto de 1923-4 de enero de 2020) fue un cantante, músico y escritor dominicano, de estilo tradicional dominicano de los años 1930-1940. Destacó por ser de los escasos músicos que continuaron en activo durante la dictadura de Trujillo, y por ser uno de los creadores de los ritmos de la bachata.

## Biografía
José Manuel Cobles nació en 1923 en Puerto Plata (República Dominicana), cuando esta aún estaba bajo ocupación estadounidense. Varios miembros de su familia fueron músicos y tuvo contacto durante su infancia con Juan Lockward y Eduardo Brito, por lo que su interés por la misma, reprimido durante varios años, desembocó después en un estilo propio de guitarra influido por el bolero, el merengue y el son. A los dieciséis años tras el fallecimiento de su madre, quedó al cuidado de su abuela hasta su óbito, acontecimiento que le obligó a buscar trabajo como carpintero en la United Fruit Company.
Adquirió la primera guitarra cuando tenía veinticuatro años en Manzanillo, donde vivió durante algunos años hasta que se trasladó a Panamá. Tres años después, a los veintisiete años se mudó al deprimido barrio de la Joya en Santiago (República Dominicana) donde adquirió el apodo de Puerto Plata, la ciudad donde nació. En torno a los burdeles y clubs del Barrios de la Joya en Santiago, contactó con otros músicos como Daniel Rodríguez y el guitarrista Ernesto Sanabria Almonte, con este último formó el Trío Primavera, conocido años después como Trio Puerto Plata Tras el fallecimiento de Daniel Rodríguez, Cobles tocó en solitario en el Arbolito, un cabaret de Santiago.
Bajo la dictadura de Rafael Leónidas Trujillo (1931-1961)) no realizaron pocas grabaciones musicales de guitarra. Trujillo prefería el merengue típico, un estilo de merengue tocado con acordeón. Mientras que la música de guitarra era más popular entre las clases más empobrecidas fue despreciada por las clases sociales más altas. Después del asesinato de Trujillo en 1961, la música de guitarra empezó a emerger gracias a guitarristas populares que estaban desarrollando el estilo que llegó a ser conocido como bachata. Puerto Plata fue uno de los pocos músicos que durante la era Trujillo siguió en activo antes de que se desarrollase la bachata.
Ya como profesional a mediados de los años 90 se trasladó a Colorado (Estados Unidos), junto con su grupo, donde ha participado en diferentes giras y festivales musicales.
Comparado con bachateros contemporáneos, el estilo de Puerto Plata fue más parecido a la de los músicos cubanos Trio Matamoros y Antonio Machín, pero a la vez manteniendo una identidad completamente Dominicana.
La banda de Puerto Plata estuvo compuesta por algunos de los mejores músicos Dominicanos, incluyendo a los virtuosos de la guitarra, Edilio Paredes y Frank Méndez.[cita requerida]
El tema Los Piratas fue la respuesta dada por Puerto Plata ante los Atentados del 11 de septiembre de 2001 (11-S), el uso de los temas de actualidad es habitual en los temas del merengue.
Mujer de Cabaret fue el primer álbum internacional de Puerto Plata grabado con Edilio Paredes y Frank Méndez, lanzado por IASO Records en septiembre de 2007 cuando el músico tenía ochenta y cuatro años. En conjunción con el lanzamiento, Puerto Plata actuó en diferentes festivales de los Estados Unidos, incluyendo el World Music Festival de Chicago y el Madison World Music Festival.
Tras retirarse con más de ochenta años fue re-descubierto por Benjamín de Menil, propietario de un sello discográfico, interesado por la cultura y la música dominicana tradicional, en especial por la bachata, que viajó a la República Dominicana para obtener grabaciones originales de los músicos precursores de la bachata de entre los sesenta y ochenta. Con la recopilación de temas originales, Menil lanzó en Estados Unidos en 2008 el disco Bachata Roja grabado íntegramente en vivo. Benjamín de Menil pasó a ser desde ese momento el productor y editor de Puerto Plata. Bachata Roja fue presentado en el Queens Theatre in the Park, en Nueva York el 1 de agosto de 2008.
Falleció a los 96 años el 4 de enero de 2020.

## Discografía
Puerto Plata no pudo grabar ningún disco ya que el gobierno de Trujillo nunca permitió tocar a los músicos dominicanos por considerarla de clase baja.
- Mujer de Cabaret, (2007), acompañado por Edilio Paredes y Frank Méndez, comprende once temas de ritmo son, bolero y merengue.[13][14][15]
- Bachata Roja (2008), recopilatorio con temas de bachata clásica grabados en directo, interpretada por músicos legendarios: Eladio Romero Santos, Leonardo Paniagua, Edilio Paredes, Augusto Santos y Puerto Plata entre otros.[16][11]
- Casiita de campo (2009), selección de once temas de amor y baile escritas entre 1930 y 1960, el álbum fue grabado en vivo en Nueva York.[17][14] Casita de campo fue seleccionado por National Geografic como uno de los diez mejores álbumes de 2009.[18][19]

### Canciones
- Mujer de Cabaret
- Santiago
- Dolorita
- La Cotorrita de Rosa
- Amarrao con fe
- Barbacoa
- Te la dejo toda
- Jala LEva
- Los PIratas
- La Comelona
- Sabor de Engaño
- Casita de Campo
- Guantanamera
- De que te vale
- Lejana tierra
- Herminia
- Mujer perjura
- Los perros
- Brisa de la tarde
- Porque no hay de ser

## Conciertos y giras

### 2010
- The Houston International Festival, Houston, Texas, 17 y 18 de abril[18]
- The Lensic Theater, Santa Fe, Nuevo México, 24 de abril
- The National Hispanic Cultural Center, Albuquerque, Nuevo México, 25 de abril
- Handelsbeurs, W. Flanders (Bélgica) 21 de mayo
- Rasa, Utrecht (Holanda) 27 de mayo
- Zuidepershuis, Antwerp (Bégica), 28 de abril
- Tropentheate, Ámsterdam (Holanda), 29 de mayo
- De Oosterpoort, Groningen (Holanda), 31 de mayo